# 波尔迪克
波尔迪克（法語：Pordic，法語發音：[pɔʁdik]）是法国阿摩尔滨海省的一个市镇，位于该省北部偏东，属于圣布里厄区。该市镇于2016年由原波尔迪克与市镇特雷梅卢瓦尔合并而成。

## 地理
波尔迪克（48°34'13"N, 2°49'2"W）面积33.63 平方千米，位于法国布列塔尼大區阿摩尔滨海省，该省份为法国西北部沿海省份，位于布列塔尼半岛北部，北濒大西洋英吉利海峡，西接菲尼斯泰尔省，南至莫尔比昂省，东临伊勒-维莱讷省。
与波尔迪克接壤的市镇（或旧市镇、城区）包括：朗蒂克、滨海比尼克埃塔布勒、普莱兰、特雷米松、普莱洛、特雷戈默尔。
波尔迪克的时区为UTC+01:00、UTC+02:00（夏令时）。

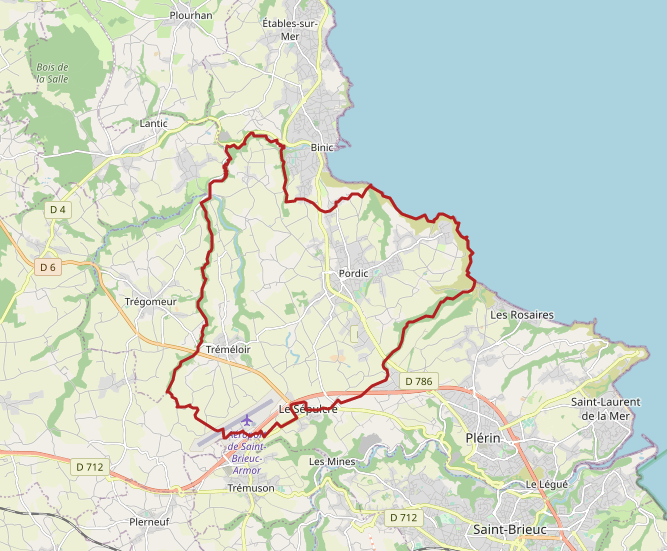
波尔迪克的OSM定位图

## 行政
波尔迪克的邮政编码为22590，INSEE市镇编码为22251。

## 政治
波尔迪克所属的省级选区为普莱兰县。

## 交通
阿摩尔滨海省省道D786线经过镇中心，省道D6线、D6C线及法国国道N12线则经过境内西南部。

## 人口

1962-2008年间波尔迪克人口变化图示

波尔迪克于2022年1月1日时的人口数量为7393人。